# Publios Anteios Antiochos
Publios Anteios Antiochos (II wiek) – grecki starożytny sofista.
Pochodził ze znakomitego rodu w Ajgaj. Jego potomkowie pełnili urząd konsula, lecz on sam nie brał udziału w życiu politycznym, będąc tylko euergetą w rodzinnej polis. Studiował u Dardanosa oraz u Dionozisa z Miletu. Według przekazu Filostrata nie wyróżniał się w mowach formalnych, lepiej radził sobie w deklamacji, odznaczając się argumentacją, oskarżeniem, inwektywą oraz konstruowaniem apologii. Antiochos często przebywał w Argos i dowodził pokrewieństwa tego miasta z Ajgaj na gruncie mitologicznym. Dowodzi tego wystawiona przez niego stela w świątyni Apollina oraz mowy o związkach z Argos, wygłoszone przez niego w mieście rodzinnym. Zmarł w wieku 70 lat.